# Reggane
A cidade de Reggane (em árabe: رقان) fica na Argélia na região de Adrar.

## Ligações Externas
- http://www.maplandia.com/algeria/adrar/reggane/